# David Zurutuza
David Zurutuza Veillet (ur. 19 lipca 1986 w Rochefort) – hiszpański piłkarz baskijskiego pochodzenia, występował na pozycji ofensywnego pomocnika. Jest wychowankiem klubu Real Sociedad.

## Kariera klubowa
Zurutuza urodził się we francuskim mieście Rochefort. Jego matka pochodzi z tego kraju, a ojciec jest Baskiem. Karierę piłkarską Zurutuza rozpoczął w Decathlon Ondarroa, a następnie podjął treningi w klubie Real Sociedad z miasta San Sebastián. W 2005 roku stał się członkiem rezerw Realu. W latach 2005-2009 grał w ich barwach w rozgrywkach Segunda División B. Międzyczasie w sezonie 2007/2008 Bask był wypożyczony do drugoligowego SD Eibar, w którym zadebiutował 9 września 2007 w wygranym 1:0 wyjazdowym meczu z Celtą Vigo. W Eibarze grał w podstawowym składzie.
W 2008 roku Zurutuza zaliczył debiut w pierwszym zespole Realu Sociedad. Fakt ten miał miejsce 23 listopada 2008 w wygranym 1:0 domowym meczu z Huescą. W 2010 roku awansował z Realem do Primera División po tym, jak klub z San Sebastián wywalczył mistrzostwo Segunda División.
| Sezon   | Klub            | Kraj      | Rozgrywki          | Mecze | Bramki |
| ------- | --------------- | --------- | ------------------ | ----- | ------ |
| 2005/06 | Real Sociedad B | Hiszpania | Segunda División B | 29    | 0      |
| 2006/07 | Real Sociedad B | Hiszpania | Segunda División B | 30    | 5      |
| 2007/08 | SD Eibar        | Hiszpania | Segunda División   | 24    | 2      |
| 2008/09 | Real Sociedad   | Hiszpania | Segunda División   | 1     | 0      |
| 2008/09 | Real Sociedad B | Hiszpania | Segunda División B | 22    | 0      |
| 2009/10 | Real Sociedad   | Hiszpania | Segunda División   | 28    | 4      |
| 2010/11 | Real Sociedad   | Hiszpania | Primera División   | 36    | 2      |
| 2011/12 | Real Sociedad   | Hiszpania | Primera División   | 33    | 3      |
| 2012/13 | Real Sociedad   | Hiszpania | Primera División   | 21    | 2      |
| 2013/14 | Real Sociedad   | Hiszpania | Primera División   | 28    | 1      |
| 2014/15 | Real Sociedad   | Hiszpania | Primera División   | 16    | 2      |
| 2015/16 | Real Sociedad   | Hiszpania | Primera División   | 16    | 1      |
| 2016/17 | Real Sociedad   | Hiszpania | Primera División   | 31    | 3      |
| 2017/18 | Real Sociedad   | Hiszpania | Primera División   | 31    | 0      |
| 2018/19 | Real Sociedad   | Hiszpania | Primera División   | 21    | 2      |
| 2019/20 | Real Sociedad   | Hiszpania | Primera División   | 5     | 0      |